# トーキョー (ラッパー)
トーキョー（英: Towkio、本名: Preston Oshita、1993年6月26日 - ）は、アメリカ合衆国シカゴ出身のラッパー。ヴィック・メンサ率いるヒップホップグループ、セイヴマネーのメンバー。以前はプレストン・サン（Preston San）やトーキョー・ショーン（Tokyo Shawn）の名義で活動していた。シカゴ生まれで日本人の父とメキシコ人の母の間に生まれた。高校卒業後にセイヴマネーに参加し、EP「Community Service」を2012年に公開。2015年にはデビューミックステープ『.WAV Theory』を公開した。

## 来歴
1993年6月26日、Towkioはイリノイ州シカゴでメキシコ人の母と日本人の父の間に生まれる。 
2012年、プロデューサーのMojekとのコラボレーションEP『Community Service』をリリースする。
2014年、A Billion YoungがプロデュースしたEP『Hot Chips n Chop Stix』をリリースした。
2015年、Towkioは、チャンス・ザ・ラッパー、Vic Mensa、Kaytranada、Donnie Trumpetらが参加したミックステープ『.Wav Theory』をリリースする。ミックステープはComplex、Chicago Tribune、RedEyeなど音楽メディアの年間ベストリストに選出された。 
2016年、EP『Community Service 2』をリリースした。
2018年、Towkioはデビュー・スタジオ・アルバム『WWW.』をリリースした。同アルバムは以前にリリースされたシングル「Drift」「Hot Shit」「Swim」「Symphony」「2 Da Moon」が収録されていた。アルバムにはTeddy Jackson、Grace Weber、SZA、Vic Mensa、Njomzaらがゲストとして参加した。2018年2月21日、アルバムの宣伝活動としてヘリウムガス風船で上空9万2575フィート（28キロメートル）まで飛びだち成層圏からアルバムを公開した。宇宙に行った世界初のラッパーとしている。

## ディスコグラフィ

### アルバム
- WWW. (2018)

### ミックステープ
- .WAV Theory (2015)

### EP
- Community Service (2012)
- Hot Chips n Chop Stix (2014)
- Community Service 2 (2016)